# Lee Sang-hun
Lee Sang-hun (ur. 11 października 1975 w Inczonie) – koreański piłkarz i trener, reprezentant kraju grający na pozycji obrońcy.

## Kariera klubowa
Sang w latach 1994–1997 studiował na Dongguk University, gdzie występował w drużynie uniwersyteckiej. W 1998 dołączył do Anyang LG Cheetahs. Wraz z zespołem osiągnął największe sukcesy w swojej karierze. Zdobył mistrzostwo K League 1 w sezonie 2000 oraz Puchar Korei Południowej w sezonie 1998. Dodatkowo zwyciężył w meczu o Superpuchar Korei Południowej w 2000.
Sang wraz z Anyangiem dotarł również do finału Azjatyckiej Ligi Mistrzów w sezonie 2001/02. W spotkaniu finałowym przeciwko Suwon Samsung Bluewings padł bezbramkowy remis, a w serii rzutów karnym 4:2 górą był zespół Suwon.
Od 2003 występował w Incheon United, dla którego przez 3 lata gry zanotował 35 występów, w których strzelił 3 bramki. Po sezonie 2006 zakończył karierę, którą to wznowił w 2009, występując w Yongin. Rok 2009 był ostatnim, w którym Sang występował na koreańskich boiskach.
| Sezon | Klub               | Kraj             | Rozgrywki  | Mecze | Bramki |
| ----- | ------------------ | ---------------- | ---------- | ----- | ------ |
| 1998  | Anyang LG Cheetahs | Korea Południowa | K League 1 | 2     | 0      |
| 1999  | Anyang LG Cheetahs | Korea Południowa | K League 1 | 10    | 0      |
| 2000  | Anyang LG Cheetahs | Korea Południowa | K League 1 | 21    | 0      |
| 2001  | Anyang LG Cheetahs | Korea Południowa | K League 1 | 1     | 0      |
| 2002  | Anyang LG Cheetahs | Korea Południowa | K League 1 | 1     | 0      |
| 2003  | Anyang LG Cheetahs | Korea Południowa | K League 1 | 20    | 1      |
| 2004  | Incheon United     | Korea Południowa | K League 1 | 17    | 1      |
| 2005  | Incheon United     | Korea Południowa | K League 1 | 7     | 0      |
| 2006  | Incheon United     | Korea Południowa | K League 1 | 10    | 1      |

## Kariera reprezentacyjna
Sang wystąpił wraz z reprezentacją olimpijską Korei Południowej podczas Igrzysk Olimpijskich 1996 w Atenach. Podczas turnieju zagrał w trzech meczach grupowych z Ghaną (1:0), Meksykiem (0:0) oraz Włochami (1:2). Korea Południowa odpadła z turnieju po fazie grupowej.
Karierę reprezentacyjną rozpoczął 22 lutego 1997 w wygranym 2:0 spotkaniu z Hongkongiem. Rok później został powołany na Mistrzostwa Świata. Podczas turnieju zagrał w jednym spotkaniu grupowym z Belgią. Po raz ostatni w reprezentacji zagrał 18 listopada 2003 w przegranym 0:1 towarzyskim meczu z Bułgarią. Łącznie w latach 1997–2003 Sang zagrał dla Korei Południowej w 18 spotkaniach.
| Mecze i gole w reprezentacji | Mecze i gole w reprezentacji | Mecze i gole w reprezentacji | Mecze i gole w reprezentacji | Mecze i gole w reprezentacji | Mecze i gole w reprezentacji | Mecze i gole w reprezentacji |
| #                            | Data                         | Miasto                       | Przeciwnik                   | Gol                          | Wynik                        | Rozgrywki                    |
| ---------------------------- | ---------------------------- | ---------------------------- | ---------------------------- | ---------------------------- | ---------------------------- | ---------------------------- |
| 1.                           | 22.02.1997                   | Wanchai                      | Hongkong                     |                              | 2:0                          | El. MŚ 1998                  |
| 2.                           | 02.03.1997                   | Bangkok                      | Tajlandia                    |                              | 3:1                          | El. MŚ 1998                  |
| 3.                           | 23.04.1997                   | Pekin                        | Chiny                        |                              | 2:0                          | towarzyski                   |
| 4.                           | 25.01.1998                   | Bangkok                      | Dania                        |                              | 2:1                          | towarzyski                   |
| 5.                           | 29.01.1998                   | Bangkok                      | Tajlandia                    |                              | 2:0                          | towarzyski                   |
| 6.                           | 31.01.1998                   | Bangkok                      | Egipt                        |                              | 1:1                          | towarzyski                   |
| 7.                           | 07.02.1998                   | Penrose                      | Nowa Zelandia                |                              | 1:0                          | towarzyski                   |
| 8.                           | 11.02.1998                   | Sydney                       | Australia                    |                              | 0:1                          | towarzyski                   |
| 9.                           | 04.03.1998                   | Jokohama                     | Chiny                        |                              | 2:1                          | towarzyski                   |
| 10.                          | 01.04.1998                   | Seul                         | Japonia                      |                              | 2:1                          | towarzyski                   |
| 11.                          | 15.04.1998                   | Bratysława                   | Słowacja                     |                              | 0:0                          | towarzyski                   |
| 12.                          | 18.04.1998                   | Skopje                       | Macedonia Północna           |                              | 2:2                          | towarzyski                   |
| 13.                          | 16.05.1998                   | Seul                         | Jamajka                      |                              | 2:1                          | towarzyski                   |
| 14.                          | 27.05.1998                   | Seul                         | Czechy                       |                              | 2:2                          | towarzyski                   |
| 15.                          | 04.06.1998                   | Seul                         | Chiny                        |                              | 1:1                          | towarzyski                   |
| 16.                          | 25.06.1998                   | Paryż                        | Belgia                       |                              | 1:1                          | MŚ 1998                      |
| 17.                          | 05.06.1999                   | Seul                         | Belgia                       |                              | 1:2                          | towarzyski                   |
| 18.                          | 18.11.2003                   | Seul                         | Bułgaria                     |                              | 0:1                          | towarzyski                   |

## Kariera trenerska
Od 2009 jest trenerem klubu Singal High School.

## Sukcesy
Anyang LG Cheetahs
- Mistrzostwo K League 1 (1): 2000
- Puchar Korei Południowej (1): 1998
- Superpuchar Korei Południowej (1): 2000
- Finał Azjatyckiej Ligi Mistrzów (1): 2001/02